# غواصة من فئة يو-43
يو-43 فئة غواصات ساحلية تابعة للبحرية النمساوية المجرية خلال الحرب العالمية الأولى. كانت هذه الغواصة شبيهة بالغواصة الألمانية من فئة يو بي 2 التابعة للبحرية الإمبراطورية الألمانية. منذ بداية الحرب العالمية الأولى، كانت النمسا-المجر تعمل على زيادة حجم أسطولها من الغواصات، وبالتالي فإن البحرية الإمبراطورية الألمانية التي كانت تجد صعوبة في الحصول على أطقم غواصات مدربة، باعت اثنتين من غواصاتها من فئة بو بي 2 وهما: يو بي-43 ويو بي-47 لحليفها في يونيو 1917.
  